# Хадије
Хадије су српска породица грко-цинцарског порекла. Од 1800. године живе у Земуну. Константин Хадија био је ожењен Јеленом Обреновић, кћерком господар Јеврема Обреновића и Томаније Обреновић, рођ. Богићевић.

### Порекло
Хадије су дошли у Земун око 1800. из Мелнице. Узели су за славу Св. Николу. Константин Хадија, власник златаре, ожењен Франциском Крацајзен, кћерком власника пиваре. Преузео пиварски посао. Синови Панајот, Јосиф и Константин - Коста, а кћерке Розина, Терезија, Јелисавета и Марија.
Јосиф Хадија имао је синове Јосифа и Константина.

### Константин Хадија
Константин Хадија оженио се Јеленом - Јелком Обреновић, кћерком господар Јеврема Обреновића. Њихов син се звао Милош Хадија по кнезу Милошу, а кћерка Марија.
Нема потомства.

### Сродство
Хадије су били у сродству са Обреновићима, Константиновићима и др.
Син Константина Хадије, Константин се ородио са Обреновићима.